# رن اشمیت
رِن اشمیت (انگلیسی: Wrenn Schmidt؛ زادهٔ ۱۸ فوریهٔ ۱۹۸۳) بازیگر اهل ایالات متحده آمریکا است.
از فیلم‌ها یا مجموعه‌های تلویزیونی که وی در آن نقش داشته‌است، می‌توان به نظم و قانون، ستمگر، آمریکایی‌ها، برادر ابله ما، امپراتوری بوردواک، مظنون، من نور را دیدم، ۱۳ ساعت: سربازان مخفی بنغازی، ابتدایی و رانده‌شده اشاره کرد.